# Еральдо Печчі
Еральдо Печчі (італ. Eraldo Pecci; нар. 12 квітня 1955, Сан-Джованні-ін-Мариньяно) — колишній італійський футболіст, півзахисник. По завершенні ігрової кар'єри — спортивний оглядач.
Насамперед відомий виступами за клуби «Торіно» та «Фіорентина», а також національну збірну Італії.
Володар Кубка Італії. Чемпіон Італії.

## Клубна кар'єра
Вихованець футбольної школи клубу «Болонья». Дорослу футбольну кар'єру розпочав 1973 року в основній команді того ж клубу, в якій провів два сезони, взявши участь у 34 матчах чемпіонату. За цей час виборов титул володаря Кубка Італії.
Своєю грою за цю команду привернув увагу представників тренерського штабу клубу «Торіно», до складу якого приєднався 1975 року. Відіграв за туринську команду наступні шість сезонів своєї ігрової кар'єри. Більшість часу, проведеного у складі «Торіно», був основним гравцем команди. За цей час додав до переліку своїх трофеїв титул чемпіона Італії.
1981 року уклав контракт з клубом «Фіорентина», у складі якого провів наступні чотири роки своєї кар'єри гравця. Граючи у складі «Фіорентини» також здебільшого виходив на поле в основному складі команди.
Згодом з 1985 по 1989 рік грав у складі команд клубів «Наполі» та «Болонья».
Завершив професійну ігрову кар'єру у клубі «Ланероссі», за команду якого виступав протягом 1989—1990 років.

## Виступи за збірні
1977 року залучався до складу молодіжної збірної Італії. На молодіжному рівні зіграв у 2 офіційних матчах.
1975 року уперше вийшов на поле в офіційних матчах у складі національної збірної Італії. Протягом кар'єри у національній команді, яка тривала 4 роки, провів у формі головної команди країни лише 6 матчів. У складі збірної був учасником чемпіонату світу 1978 року в Аргентині.

## Титули і досягнення
- Володар Кубка Італії (1):

«Болонья»: 1973–74
- Чемпіон Італії (1):

«Торіно»: 1975–76